# سوئد در المپیک تابستانی ۱۹۶۸
سوئد در بازی‌های المپیک تابستانی ۱۹۶۸ که در شهر مکزیکو سیتی مکزیک برگزار شد، کاروان سوئد با ۱۰۰ ورزشکار در این رقابت‌ها شرکت کرد و موفق به کسب ۴ مدال (۲ طلا، ۱ نقره، ۱ برنز) شد. در جدول رتبه‌بندی توزیع مدال‌ها، سوئد در ردهٔ ۲۰ مسابقات قرار گرفت.